# Courage (Kurzfilm)
Courage ist ein preisgekrönter Kurzfilm aus dem Jahr 2016 von Jean-Luc Julien.

## Handlung
Chris sitzt alleine an einer Bar. Er fasst sich Mut und überwindet seine Nervosität gegenüber Frauen.

## Kritik und Hintergrund
Der Film wurde auf dem Oscar-Qualifying St. Louis International Film Festival gezeigt. In Deutschland lief er unter anderem bei den Independent Days Internationale Filmfestspiele in Karlsruhe und erhielt eine Nominierung in der Kategorie Best Short Shortfilm Award. Beim International Filmmaker Festival of World Cinema BERLIN gewannen die Produzenten Oliver Theurich und Jean-Luc Julien den Preis in der Kategorie Best Short Foreign Language Film. Zusätzlich waren die Produzenten in der Kategorie Best Comedy nominiert. Christian Harting erhielt eine Nominierung in der Kategorie als Best Lead Actor in a Foreign Language Film.

## Festivalteilnahmen
- 2016: Hellfire Short Film Festival (England)[7]
- 2016: Jahorina Film Festival (Bosnien und Herzegowina)[8]
- 2016: International Monthly Film Festival (Dänemark)[9]
- 2016: Lake View International Film Festival (Indien)[10]
- 2016: St. Louis International Film Festival (USA)[11] (Academy Award Qualifying Film Festival)
- 2016: New York Film & TV Festival (USA)[12]
- 2016: Barni International FILM Festival (Russland)[13]
- 2017: Windsor Independent Film Festival (USA)[14]
- 2017: Dam Short Film Festival (USA)[15]
- 2017: Slumberjack Film Festival (England)[16]
- 2017: Sioux City International Film Festival (USA)[17]
- 2017: Iron Mule Short Comedy Film Series (USA)[18]
- 2017: Independent Days, Karlsruhe (Deutschland)[2]
- 2017: 50th Annual WorldFest-Houston International Film & Video Festival (USA)[19]
- 2017: 11th Annual Rainier Independent Film Festival (USA)[20]
- 2017: Top Indie Film Awards[21]
- 2017: Lionshead Film Festival (USA)[22]
- 2017: International Film Festival of Figueira da Foz (Portugal)[23]
- 2017: 12 Months Film Festival (Rumänien)[24]
- 2017: Best Short Fest (Kanada)[25]
- 2017: International Filmmaker Festival of World Cinema BERLIN (Deutschland)[3]
- 2017: AKUT - Amberger Kurzfilmwettbewerb[26]
- 2017: Southern Shorts Awards (USA)[27]
- 2017: Near Nazareth Film Festival (Israel)[28]
- 2017: Aaretaler Kurzfilmtage (Schweiz)[29]
- 2017: Canada Shorts - Canadian and International Short Film Festival[30]
- 2017: Five Continents International Film Festival (Venezuela)[31]
- 2017: Amarcort Film Festival (Italien)[32]
- 2018: New York Film Awards (USA)[33]

## Auszeichnungen
- 2016: Best Comedy Short, International Monthly Film Festival[34]
- 2016:  Best Comedy Film, Barni International FILM Festival[13]
- 2017: Remi-Award – Short Romantic Comedy in Gold, WorldFest Houston[19]
- 2017: Best Foreign Romantic Comedy, Lionshead Film Festival[35]
- 2017: Best Humor, Top Indie Film Awards[21]
- 2017: 2nd Place - Actor of the Month, 12 Months Film Festival[36]
- 2017: Best Comedy Super-Short, Best Short Fest[37]
- 2017: Best Short Foreign Language Film, International Filmmaker Festival of World Cinema BERLIN[4]
- 2017: Best Comedy Award of Excellence, Southern Shorts Awards[27]
- 2017: Award of Excellence, Canada Shorts - Canadian and International Short Film Festival[30]
- 2018: Best Romantic Comedy, New York Film Awards[33]